# Microcyclops davidi
Microcyclops davidi – gatunek widłonoga z rodziny Cyclopidae. Opisał go w 1922 roku szwajcarski zoolog Pierre-Alfred Chappuis, nadając mu nazwę Cyclops davidi.